# Spartacus
Spartacus – перший фрезерний земснаряд з двигуном, розрахованим на використання зрідженого природного газу (можливо відзначити, що першим земснарядом з таким двигуном стало збудоване для того ж замовника судно Minerva, яке втім належить до іншого типу – землесосних снарядів).

## Загальна інформація
Замовлення на спорудження Spartacus наприкінці 2016 року видала нідерландській корабельні Royal IHC бельгійська компанія DEME. Проєкт судна, постачання якого заплановане на середину 2019-го, виконала Vuyk Engineering Rotterdam. Очікується, що на момент введення в експлуатацію воно буде найпотужнішим в світі фрезерним земснарядом – 44,2 МВт, здатним розробляти тверді ґрунти на глибинах до 45 метрів.
Важливою особливістю Spartacus стане енергетична установка на основі двопаливних двигунів: чотирьох Wärtsilä 46DF та двох Wärtsilä 20DF. Зберігаючи можливість у випадку необхідності використовувати традиційні нафтопродукти,  при роботі на ЗПГ вона суттєво зменшуватиме викиди шкідливих речовин (сполук сірки, оксидів азоту, діоксиду вуглецю). Це повинне забезпечити відповідність значно жорсткішим вимогам до забруднення довкілля, які невдовзі очікуються в морях Північної Європи.
У травні 2019-го плавучий кран великої вантажності Aegir провів операцію з монтажу на судно фрези, вага якої складає 2500 тонн, а довжина досягає 57 метрів. Операцію провели в порту Роттердама на Каланд-каналі.

## Завдання судна
На 2022 рік для "Spartacus" запланували роботи в португальському порту Лейшойш, де потрібно було вилучити 1,8 млн м3 скельних порід.